# Andranik Karapetyan
Andranik Karapetyan (in armeno Անդրանիկ Կարապետյան?; Echmiadzin, 15 dicembre 1995) è un sollevatore armeno.
Dato tra i favoriti nella categoria 77 kg alle Olimpiadi di Rio de Janeiro 2016, ha dovuto abbandonare la competizione a causa di una brutta lussazione che gli ha fatto cedere il braccio sinistro durante il secondo tentativo di sollevare 195 kg nello slancio.

## Palmarès
- Mondiali

Houston 2015: bronzo nei 77 kg.
- Europei

Tbilisi 2015: bronzo nei 77 kg.
Førde 2016: oro nei 77 kg.
Mosca 2021: bronzo negli 89 kg.
Erevan 2023: argento negli 89 kg.
- Universiadi

Taipei 2017: argento negli 85 kg.